# Monument 1940-1945

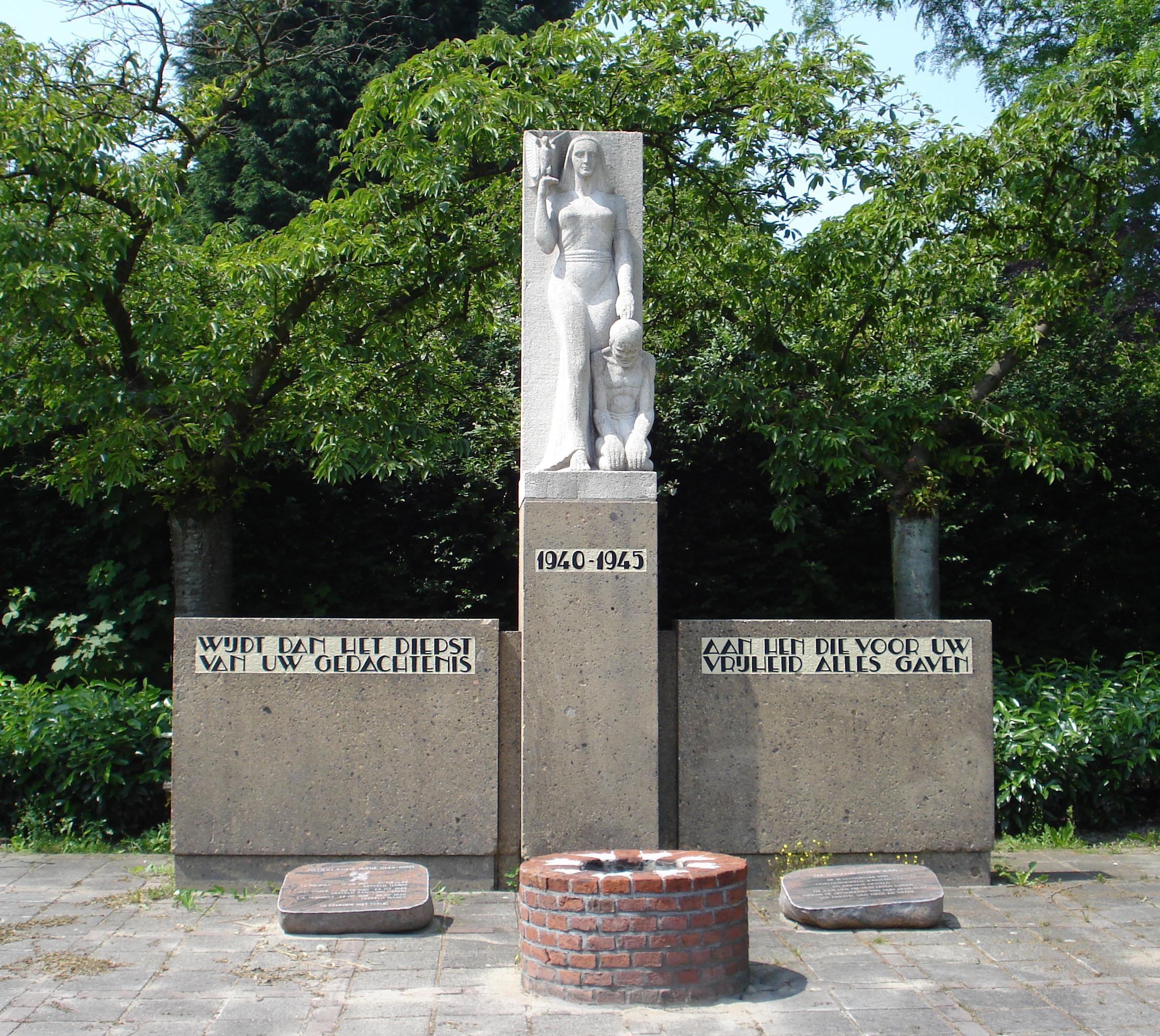
Monument 1940 - 1945 in Oud-IJsselmonde, Rotterdam

Monument 1940 - 1945 is een oorlogsmonument in Oud-IJsselmonde, Rotterdam ter gedachtenis aan de Tweede Wereldoorlog.
Het monument van Piet van den Eijnde (1896-1978) werd op 4 mei 1949 onthuld en bestaat uit een zuil waarop een vrouw is uitgebeeld, met een vogel bovenop haar linkerhand, als symbool van de vrijheid, en een knielende figuur aan haar rechterhand als symbool van het verslagen kwaad.
Aan weerszijden van de zuil staat de tekst: "Wijdt dan het diepst van uw gedachtenis aan hen die voor uw vrijheid alles gaven".